# РАФ-977

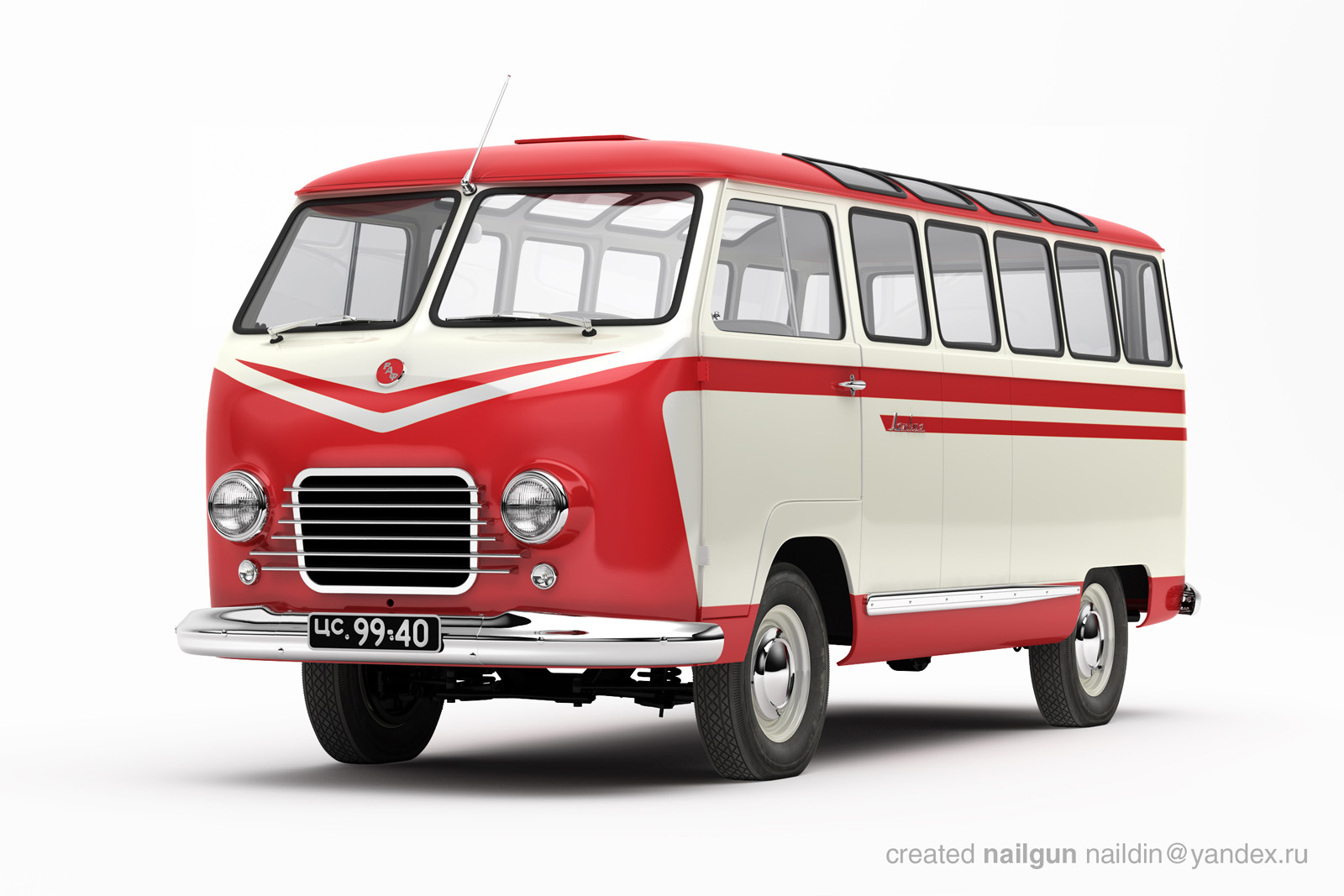
RAF-977 «Латвия»: первая серия (трёхмерная модель)

РАФ-977 «Латвия» — серия микроавтобусов, выпускавшихся Рижской автобусной фабрикой в 1959—1976 годах на агрегатах автомобиля ГАЗ-21 «Волга».
Микроавтобусы РАФ использовались в качестве служебного и туристического транспорта, как маршрутные такси, автомобили скорой помощи, в качестве передвижных лабораторий. С конца 1960-х годов микроавтобусы РАФ поставлялись на экспорт в Болгарию, Венгрию, на Кубу, в Иран, Нигерию, Финляндию и другие страны.

## История модели
Опыт специалистов РАФ, накопленный при разработке и доводке микроавтобусов РАФ-10 и РАФ-8, реализовался в модели РАФ-977 «Латвия» (латыш. «Latvija»), построенной на шасси легкового автомобиля ГАЗ-21 «Волга». Автомобиль с несущим кузовом, имеет независимую пружинную двухрычажную переднюю подвеску и зависимую рессорную заднюю. В 1958 году выпущены первые 10 экземпляров, с 1959 года развёрнуто полномасштабное серийное производство.
В 1960 году машины первого поколения были сменены модернизированными РАФ-977В.
С 1961 года начат выпуск модели РАФ-977Д, получившей полностью новый и более технологичный в производстве кузов. Двигатель был несколько смещён назад, чтобы уменьшить нагрузку на передний мост.

## Модификации
| Модель              | Назначение                                                                                                 | Годы выпуска         |
| ------------------- | --- | -------------------- |
| РАФ-977             | Базовая модель                                                                                             | 1958 — 1960          |
| РАФ-977В            | Модернизированная базовая модель                                                                           | 1960 — 1961          |
| РАФ-977Д            | Модернизированная базовая модель. Новый кузов.                                                             | 1961 — 1968          |
| РАФ-977ДМ           | Модернизированная базовая модель. Новый кузов, новая компоновка салона. 11 мест (10 пассажиров + водитель) | 1968 — 1976          |
| РАФ-977ДМЮ          | Пассажирский микроавтобус на базе РАФ-977ДМ, экспортная модификация для стран с тропическим климатом.      |                      |
| РАФ-977Е «Турист»   | Девятиместный салон и отдельное место для гида, оборудованное микрофоном (мелкосерийный).                  | 1962 — 1968          |
| РАФ-977ЕМ           | Туристический микроавтобус на базе РАФ-977ДМ (мелкосерийный)                                               | 1969 — 1976          |
| РАФ-977ЕМЮ          | Туристический микроавтобус на базе РАФ-977ДМ, экспортная модификация для стран с тропическим климатом.     |                      |
| РАФ-977И            | Медицинский микроавтобус с носилками, специальным погрузочным устройством, радиостанцией, фарой-искателем  | 1962 — 1969          |
| РАФ-977ИМ           | Медицинский микроавтобус на базе РАФ-977ДМ                                                                 | 1969 — 1976          |
| РАФ-977ИМЮ          | Медицинский микроавтобус на базе РАФ-977ДМ, экспортная модификация для стран с тропическим климатом.       |                      |
| РАФ-977К            | Фургон с глухой перегородкой грузового отделения на базе РАФ-977Д                                          | 1962, с 1966 на ЕрАЗ |
| РАФ-977С            | Опытный санитарный армейский микроавтобус                                                                  | 1960                 |
| РАФ-980/979 «Рига»  | Парковый автопоезд на базе РАФ-977В                                                                        | 1960 — 1962          |
| РАФ-980Д/979 «Рига» | Парковый автопоезд на базе РАФ-977Д                                                                        | 1962                 |

## Производство на других заводах

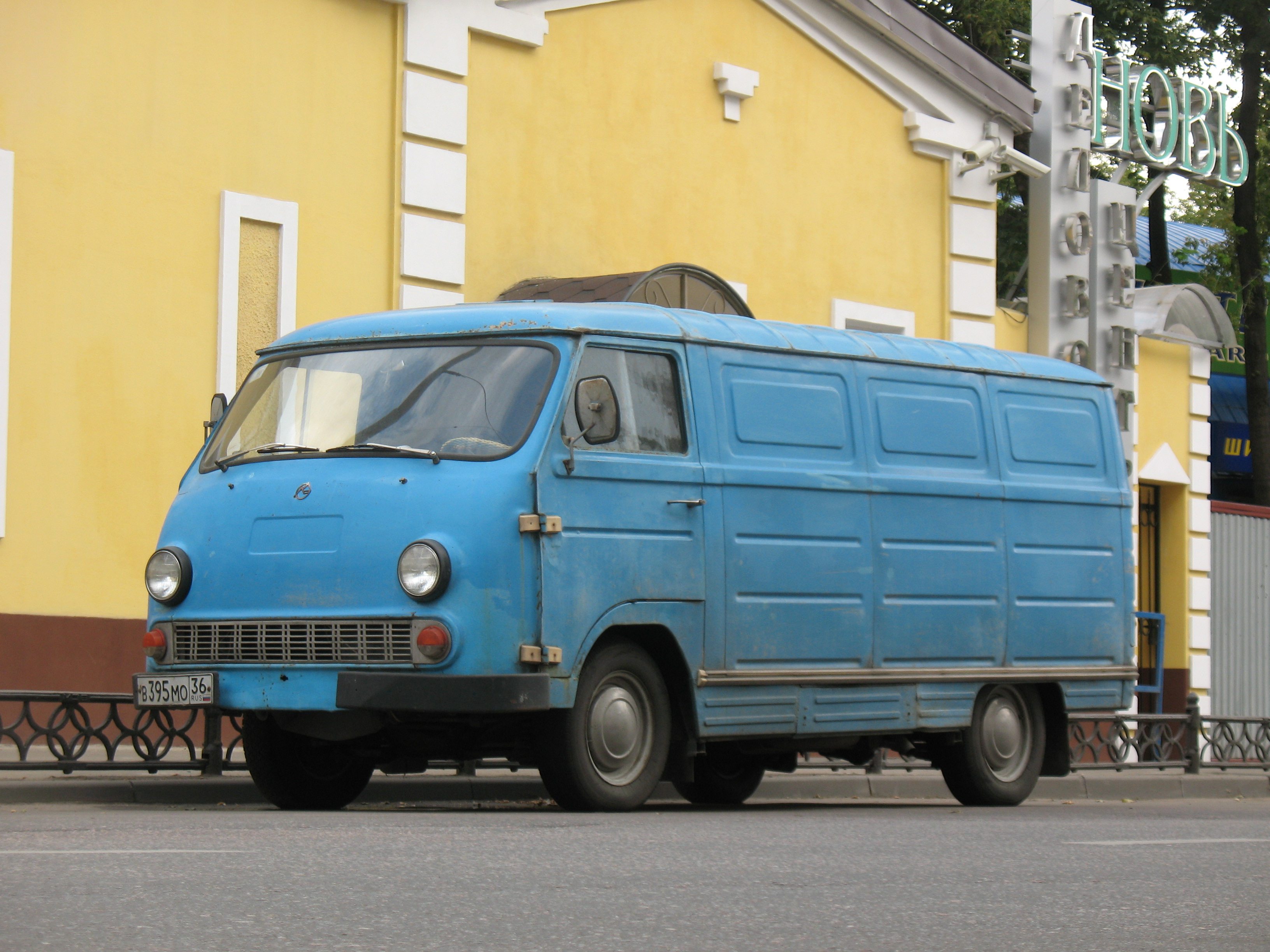
ЕрАЗ-762

На базе РАФ-977Д была изготовлена серия развозных фургонов РАФ-977К грузоподъёмностью 850 кг. Пробная партия была выпущена в 1962 году. Мощности РАФа не позволили развернуть их производство, и в 1966 году модель передали в Ереван (Армения), где был специально для этого построен новый завод ЕрАЗ, на котором был начат выпуск семейства фургонов ЕрАЗ-762.
В 1962 году сборка РАФ-977К была налажена в Луганске на Луганском авторемонтном заводе под названием ЛАРЗ-977 «Луганск». Выпущено несколько десятков машин.

## Эксплуатация
РАФ-977 эксплуатировали в 60—70-х годах XX века различные государственные организации и предприятия. РАФ-977И (позже РАФ-977ИМ) являлись автомобилями скорой медицинской помощи, кроме того, на её базе Ворошиловоградским автосборочным заводом с 1966 года был налажен выпуск автомобиля для перевозки донорской крови АЦПК. РАФ-977Е, а позже и РАФ-977ЕМ, являлись туристскими автобусами и использовались в «Интуристе» и прочих туристических организациях СССР.
Пассажирские безоконные двух- и трёхсекционные автопоезда РАФ-980+РАФ-979 работали в аэропортах, перевозя авиапассажиров с аэровокзала на самолеты на лётном поле и обратно, а также на экскурсионном маршруте внутри территории московской ВДНХ.
В 1969 году базовый микроавтобус РАФ-977Д прошел модернизацию, и к индексу добилась литера М, что означало «модернизированный». Первые образцы обновленного микроавтобуса были представлены в 1968 году. Главным образом, изменилось количество окон по правому и левому борту — их число уменьшилось с 5 до 3, но они стали широкими, и у них появились форточки. Кроме того, по правому борту вместо узкой распашной двери в салон появилась более широкая. В таком виде автобус выпускался до 1976 года. РАФ-977ДМ в модификациях маршрутного такси, скорой медицинской помощи, автомобиля оперативных групп милиции и в качестве служебных микроавтобусов эксплуатировались в СССР до конца 1970-х — начала 1980-х годов. После чего основная масса была заменена на новые микроавтобусы РАФ-2203. Сегодня автомобиль является достаточно редким, хотя иногда ещё встречается.